# Kabuls universitet
Kabuls universitet är ett universitet i Afghanistan. Det ligger i provinsen Kabul, i den nordöstra delen av landet, i huvudstaden Kabul.